# Чарло (Монтана)
Чарло (англ. Charlo) — переписна місцевість (CDP) в США, в окрузі Лейк штату Монтана. Населення — 385 осіб (2020).

## Географія
Чарло розташоване за координатами 47°26′34″ пн. ш. 114°10′20″ зх. д. / 47.44278° пн. ш. 114.17222° зх. д. (47.442764, -114.172175).  За даними Бюро перепису населення США в 2010 році переписна місцевість мала площу 5,19 км², з яких 5,16 км² — суходіл та 0,03 км² — водойми.

## Демографія
Згідно з переписом 2010 року, у переписній місцевості мешкало 379 осіб у 158 домогосподарствах у складі 96 родин. Густота населення становила 73 особи/км².  Було 181 помешкання (35/км²).
Расовий склад населення:
| - 76,8 % — білих - 8,4 % — корінних американців - 0,8 % — чорних або афроамериканців |

До двох чи більше рас належало 14,0 %. Частка іспаномовних становила 2,9 % від усіх жителів.
За віковим діапазоном населення розподілялося таким чином: 27,7 % — особи молодші 18 років, 59,6 % — особи у віці 18—64 років, 12,7 % — особи у віці 65 років та старші. Медіана віку мешканця становила 35,7 року. На 100 осіб жіночої статі у переписній місцевості припадало 102,7 чоловіків;  на 100 жінок у віці від 18 років та старших — 104,5 чоловіків також старших 18 років.
Середній дохід на одне домашнє господарство  становив 46 258 доларів США (медіана — 44 583), а середній дохід на одну сім'ю — 48 563 долари (медіана — 45 893). Медіана доходів становила 34 000 доларів для чоловіків та 30 313 долари для жінок. За межею бідності перебувало 18,1 % осіб, у тому числі 16,9 % дітей у віці до 18 років та 7,9 % осіб у віці 65 років та старших.
Цивільне працевлаштоване населення становило 181 осіб. Основні галузі зайнятості: освіта, охорона здоров'я та соціальна допомога — 23,8 %, роздрібна торгівля — 16,0 %, сільське господарство, лісництво, риболовля — 12,2 %, мистецтво, розваги та відпочинок — 11,6 %.